# Zgornji Kocjan
Zgornji Kocjan este o localitate din comuna Radenci, Slovenia, cu o populație de 37 de locuitori.